# Фенерче
Фенерчето е малък преносим източник на светлина със собствен източник на захранване. Както подсказва умалителното име, много фенерчета са достатъчно малки, за да се носят в джоб на дрехите.

## История
Според общоприетото схващане фенерчето е изобретено през 1899 г. от англичанина Дейвид Майсъл (David Misell), който продава патента на American Electrical Novelty and Manufacturing Company (сега известна като Energizer). Компанията е основана от белоруския имигрант Конрад Хюбърт (рождено име Акиба Горовиц). През 1905 г. Хюбърт преименува компанията, наричайки я The American Ever Ready Company, и започва серийно производство на фенерчета под търговската марка Eveready.
След като немският предприемач Паул Шмидт патентова през 1901 г. суха батерия под формата на т.нар. „плоска батерия“ от 4,5 V, той започва масово производство на патентованите от него през 1906 г. електрически джобни фенерчета DAIMON, в които се използва именно тази батерия..

## Устройство
Фенерчетата обикновено се правят от формована пластмаса. Има и видове с метално тръбно тяло. Вътре в тялото на фенерчето има батерии или акумулатори под винтова или закопчаваща се капачка. За да се осигури източник на светлина с достатъчно високо напрежение, няколко елемента са свързани последователно. Елементите варират по размер от „микро“ (батерия AAA) до „миньон“ (батерия AA) или единични батерии. В предната част на фенерчето има прозрачен капак, зад който е самият източник на светлина (крушка или LED). Източникът е заобиколен от параболично огледало от полирана ламарина или метализирана пластмаса за по-ефективно насочване на светлината. Лампите със светодиоди понякога нямат парабола. Огледалото и лещата са интегрирани директно в светодиода. За постигане на по-голяма мощност се използват крушки, пълни с криптон или ксенон. Частта със светлинния източник обикновено е с по-голям диаметър от тялото на лампата. За да се опрости дизайнът, батериите (или акумулаторите) често се подреждат една зад друга в тръбното тяло на фенерчето, така че да се допират една до друга, като най-вътрешната се допира директно до единия извод на светлинния източник. Другият полюс е свързан чрез пружинен контакт и чрез превключвател. Превключвателят е по-често плъзгащ се, по-рядко с натискане (бутон). Обикновените фенерчета са изработени от пластмасови части, но има и по-издръжливи видове, например тези за употреба във въоръжените сили имат корпус от леки метални сплави. Преди пластмасата да стане популярна, фенерчетата са правени от тънък железен лист. Като електрически уред, фенерът е уред с III клас на защита.

## Използване
Има много начини за използване на фенерчетата. Те служат като заместители на осветлението при прекъсване на електрозахранването в домовете, при нощни разходки или нощуване сред природата. Специализирани видове се използват от спасители, полицаи, пожарникари, а има и водоустойчиви видове за водолази. За любители и фитнес бегачи, които не могат без тичане дори през нощта, има версии на фенерчета, пригодени за монтиране на челото, така наречените челници. Бегачите и велосипедистите прикрепят към ръцете си малки предупредителни светлини с червени мигащи светодиоди. На велосипеди се монтират, подобни на фенерчета лампи, но вградени в стойка. Бяла светлина на кормилото, червена светлина отзад, може и с мигащ режим. Днес те са почти изключително със светодиоди и, разбира се, със собствен източник на енергия. Едновремешните видове велосипедни светлини, захранвани от задвижван от колелото ротационен генератор, са почти напълно изместени. Те не светеха по време на бавно и спиращо каране, които са най-опасните фази на колоезденето.